# Монтегю-ле-Блен
Монтегю́-ле-Блен (фр. Montaigu-le-Blin) — коммуна во Франции, находится в регионе Овернь. Департамент коммуны — Алье. Входит в состав кантона Варен-сюр-Алье. Округ коммуны — Виши.
Код INSEE коммуны — 03179.

## Население
Население коммуны на 2008 год составляло 306 человек.
| 1962 | 1968 | 1975 | 1982 | 1990 | 1999 | 2008 |
| ---- | ---- | ---- | ---- | ---- | ---- | ---- |
| 473  | 531  | 475  | 425  | 374  | 356  | 306  |

## Экономика
В 2007 году среди 180 человек в трудоспособном возрасте (15—64 лет) 124 были экономически активными, 56 — неактивными (показатель активности — 68,9 %, в 1999 году было 69,0 %). Из 124 активных работали 113 человек (65 мужчин и 48 женщин), безработных было 11 (4 мужчин и 7 женщин). Среди 56 неактивных 11 человек были учениками или студентами, 23 — пенсионерами, 22 были неактивными по другим причинам.

## Достопримечательности
- Замок Монтегю-ле-Блен
- Замок Ла-Булез XVII-XIX веков
- Церковь св. Анны